# Gallaunbach
Der Gallaunbach ist ein rund 1,1 Kilometer langer, rechter Nebenfluss der Kainach in der Steiermark.

## Verlauf
Der Gallaunbach entsteht im nördlichen Teil der Gemeinde Kainach bei Voitsberg, im Südwesten der Katastralgemeinde Gallmannsegg, westlich der Ortschaft Gallmannsegg am südöstlichen Hang des Mandlkogels, nordwestlich des Hofes Gallaun. Er fließt zuerst etwa 300 Meter relativ gerade nach Südosten, ehe er in einem Linksoben auf eine relativ geraden Ostkurs einschwenkt. Insgesamt fließt der Gallaunbach nach Südosten. Bei Gallmannsegg, direkt westlich der durch den Ort führenden Hauptstraße mündet er in die Kainach, die danach nach links abbiegt. Auf seinen Lauf nimmt der Gallaunbach einen von links sowie drei von rechts kommende kleine und unbenannte Wasserläufe auf.